# George Steiner
Francis George Steiner, ameriški literarni kritik, esejist, filozof, pisatelj, prevajalec in profesor, * 23. april 1929, Neuilly-sur-Seine Francija, † 3. februar 2020, Cambridge, Anglija.

## Življenje
George Steiner se je rodil 23. aprila 1929 v Parizu avstrijskima Judoma Fredericku Georgeu in Else Steiner. Ima starejšo sestro Ruth Lilian, ki je bila rojena na Dunaju. Pet let pred rojstvom Georgea se je družina preselila v Pariz zaradi širjenja nacizma. Njegov oče je verjel, da so Judje povsod nezaželeni, zato sta se otroka učila različnih jezikov. George je tako odraščal ob francoščini, nemščini in angleščini. Njegova družina se je v letu 1940 spet preselila, tokrat v ZDA. 
Kasneje se je izobraževal na univerzah v Parizu, Chicagu, Oxfordu, Cambridgu in na Harvardu. Bil je član uredništva pri reviji The Economist v Londonu v petdesetih letih 20. stoletja. Kasneje je v letu 1956 pričel z akademsko kariero kot profesor na Inštitutu za naprednejše študije na Univerzi Princeton. Leta 1959 so ga imenovali za predavatelja na Gaussovem seminarju. Od leta 1961 je bil Steiner profesor na kolidžu Churchill, med letoma 1974 in 1994 pa je predaval angleščino in primerjalno književnost na Univerzi v Ženevi. V letu 1994/1995 je predaval primerjalno književnost na Oxfordu, kasneje, v letih 2001/2002 pa je poučeval poezijo na Harvardu.
Veliko je pisal o vplivu holokavsta in o odnosu med jezikom, literaturo ter družbo. Članek v Guardianu ga je opisal kot poliglota in polihistorja, saj zmeraj spreminja pomen kritika v družbi. Steiner sicer velja za enega največjih umov v današnjem literarnem svetu. 
Zadnja leta je živel v Cambridgeu, kjer je bil že od leta 1969 izredni profesor na kolidžu Churchill na univerzi Cambridge. Poročen je bil z zgodovinarko Zaro Shakow Steiner in imel sina Davida ter hčer Deborah.

## Delo
Objavil je mnogo esejev in knjig, ki opozarjajo na anomalije zahodne družbe, probleme z jezikom in njegovo ponižanje v post-holokavstski dobi. Njegovo primarno področje je primerjalna književnost in pri svojem delu kot kritik raziskuje kulturne in filozofske probleme, še posebej tiste, ki se tičejo prevajalstva, jezika in literature. 
Steinerjeva prva izdana knjiga je Tolstoy or Dostoevsky: An Essay in Contrast, ki je izšla leta 1960 in je študija različnih ideologij Tolstoja in Dostojevskega. Naslednja knjiga je izšla leta 1961 in nosi naslov The death of tragedy. Izhaja iz njegove doktorske disertacije na Oxfordu, v kateri je raziskoval literaturo od stare Grčije do sredine dvajsetega stoletja.  
Njegovo najbolj znano delo z naslovom After Babel je izšlo leta 1975 in je dokaj zgodnji ter vplivni prispevek prevodoslovni vedi. Knjiga After Babel je bila prirejena za televizijo in se je leta 1977 predvajala pod naslovom The Tongues of Men, hkrati pa je navdihnila tudi glasbeno skupino News from Babel. 
Napisal je tudi mnogo fikcijskih del, med njimi tudi štiri zbirke kratkih zgodb - Anno Domini: Three Stories (1964), Proofs and Three Parables (1992), The Deeps of the Sea (1996), in A cinq heures de l'après-midi (2008).
Poznana je tudi njegova kontroverzna novela The Portage to San Cristobal of A.H. iz leta 1981. Govori o tem, kako nacistični "lovci na Jude", trideset let po drugi svetovni vojni, najdejo Adolfa Hitlerja (nanj se nanaša A.H. v naslovu novele) živega v amazonski džungli.
Za svoja dela je Steiner prejel mnoge nagrade.